# Oskar Schulze (Orgelbauer)
1. WEITERLEITUNG Schulze (Orgelbauerfamilie)#Adolph_Oskar_Schulze

| Personendaten    | Personendaten                                                   |
| ---------------- | --------------------------------------------------------------- |
| NAME             | Schulze, Oskar                                                  |
| ALTERNATIVNAMEN  | Schulze, Adolph Oskar                                           |
| KURZBESCHREIBUNG | vermutlich deutscher Orgelbauer in Thüringen (und/oder Amerika) |
| GEBURTSDATUM     | 1857                                                            |
| GEBURTSORT       | Paulinzella                                                     |
| STERBEDATUM      | 19. Jahrhundert oder 20. Jahrhundert                            |